# Parlement de Nouvelle-Galles du Sud
58e législature de Nouvelle-Galles du Sud
Parliament House
Le Parlement de Nouvelle-Galles du Sud (en anglais : Parliament of New South Wales) est le pouvoir législatif bicaméral de l'État australien de Nouvelle-Galles du Sud. Il est constitué du roi d'Australie, représenté par le gouverneur, du Conseil législatif, sa chambre haute et de l'Assemblée législative, sa chambre basse. 
Comme l'Australie est une fédération de six États, le Parlement de Nouvelle-Galles du Sud partage ses pouvoirs avec le Parlement fédéral d'Australie. Il suit le protocole et les couleurs du système de Westminster.

## Lieu
Les deux chambres législatives du Parlement siègent dans les locaux historiques de Parliament House sur Macquarie Street, à Sydney.

## Pouvoir législatif
Généralement, pour qu'un projet de loi (bill) devienne loi (Act), il doit être adopté par les deux Chambres et recevoir l'aval du gouverneur. Les projets de loi concernant les recettes pour les frais de fonctionnement du gouvernement peuvent être présentés au gouverneur sans l'accord de la Chambre haute (article 5A de la Loi constitutionnelle de 1902). La Chambre haute compte 42 membres. La Chambre basse compte 93 membres.

## Pouvoir exécutif
Le parti ou la coalition ayant le plus de sièges à l'Assemblée législative est invité par le gouverneur à former le gouvernement. Le chef du gouvernement est le Premier ministre (Premier). 

## Séparation des pouvoirs
Comme les membres du gouvernement siègent au Parlement selon le système de Westminster, la séparation des pouvoirs en législatif, exécutif et judiciaire est différent du modèle américain. 

## Historique
Le Parlement de Nouvelle-Galles du Sud est le plus ancien parlement d'Australie. Il a fait ses débuts alors que la Nouvelle-Galles du Sud était une colonie britannique dirigée par un gouverneur. Un petit conseil législatif nommé par le gouverneur a commencé à se réunir en 1824 pour conseiller ce dernier sur les questions législatives. En 1843, il a été agrandi avec deux-tiers de ses membres élus par les sujets adultes de sexe masculin qui répondaient aux exigences de certains biens. En 1856, en vertu d'une nouvelle Constitution, le Parlement est devenu bicaméral avec une Assemblée législative élue intégralement et un conseil législatif nommé, le gouvernement prenant en charge la plupart des pouvoirs législatifs du gouverneur. Le droit de vote a été étendu à tous les hommes adultes en 1858.
Le Parlement est installé dans un ancien hôpital, The Rum Hospital, un hôpital construit en échange de l'octroi d'un monopole d'importation du rhum. 